# A magyar női labdarúgó-válogatott mérkőzései 2000-ben
A magyar női labdarúgó-válogatott  2000. évi mérkőzéseiből három Európa-bajnoki selejtező ismert. A mérleg: három győzelem.
Szövetségi edző:
- Bacsó István

## Mérkőzések
| 111. mérkőzés 2000. április 8. Eb-selejtező | Magyarország                                                     | 6 – 0             | Görögország | Kecskemét |
| 111. mérkőzés 2000. április 8. Eb-selejtező | Nagy A. 47' (11-esből) 62' 68' 84' (11-esből) Főfai 60' Bökk 90' | (0 – 0) Részletek |             | Kecskemét |

| 112. mérkőzés 2000. április 26. Eb-selejtező | Magyarország                                                      | 6 – 0             | Törökország | Kecskemét |
| 112. mérkőzés 2000. április 26. Eb-selejtező | Bökk 10' Pádár 16' Seyhan 29' Lévay 63' Bilicsné 72' Szabó I. 78' | (3 – 0) Részletek |             | Kecskemét |

| 113. mérkőzés 2000. május 13. Eb-selejtező | Bosznia-Hercegovina | 0 – 3             | Magyarország                 | Travnik |
| 113. mérkőzés 2000. május 13. Eb-selejtező |                     | (0 – 1) Részletek | Lévay 35' Nagy 58' Markó 68' | Travnik |

| 114. mérkőzés 2000. október 14. Eb-selejtező osztályozó | Magyarország | 0 – 3             | Hollandia                                | Bük |
| 114. mérkőzés 2000. október 14. Eb-selejtező osztályozó |              | (0 – 1) Részletek | Muller 28' Noom 64' Kiesel-Griffioen 80' | Bük |

| 115. mérkőzés 2000. november 18. Eb-selejtező osztályozó | Hollandia    | 2 – 0             | Magyarország | Almelo |
| 115. mérkőzés 2000. november 18. Eb-selejtező osztályozó | Torny 2' 86' | (1 – 0) Részletek |              | Almelo |